# 大埔里 (苗栗縣)
24°42′35″N 120°53′56″E / 24.70972°N 120.89889°E
大埔里，是臺灣苗栗縣竹南鎮的一個里，位於竹南鎮北部，里轄22鄰，境內有中大埔、竹篙厝、相思林等聚落。全境人口計有6,871人，是竹南鎮人口最多的里，也是苗栗縣人口最多的村里。

## 歷史
1723年淡水廳設中港庄。
1889年新竹縣南邊劃出苗栗縣，苗栗縣設縣，原中港、頭份包含整個中港溪地區遭分裂被劃為新竹，其中大埔地區隸屬於新竹縣竹南堡莊之大埔莊。
1895年日本治台，竹南地區隸屬臺北縣新竹支廳竹南一堡。
1901年設新竹廳竹南一堡大埔庄。
1920年設新竹州竹南郡竹南庄，轄區包括原竹南一堡轄下的大埔庄。
1945年改制為新竹縣竹南鎮大埔里。
1950年苗栗縣復設，改為苗栗縣竹南鎮大埔里至今。
2010年爆發大埔事件。

## 交通
- 福爾摩沙高速公路（國道三號）
- 台13線（公義路）

## 設施
- 苗栗縣竹南鎮大埔國民小學
- 苗栗縣立大同國民中學
- 大埔工業區

## 外部連結
- （繁體中文）苗栗縣竹南鎮公所 （页面存档备份，存于）